# Henriette Herz

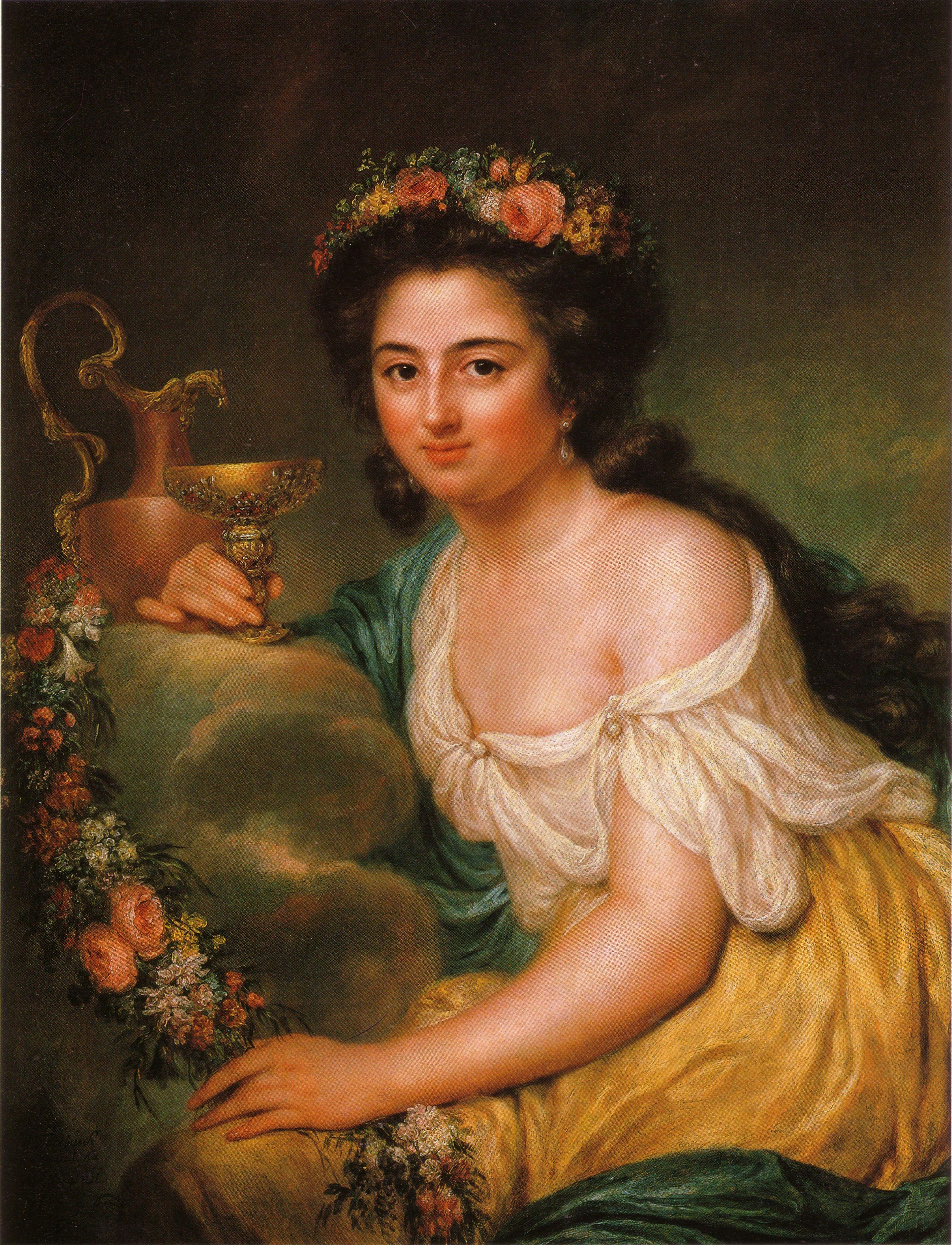
Henriette Herz, målning av Anna Dorothea Therbusch (1778).

Henriette Julie Herz, född de Lemos 5 september 1764 i Berlin, död där 22 oktober 1847, var en tysk författare och salongsvärd. Hon höll en av det samtida Tysklands mest berömda litterära salonger i Berlin i Preussen, mellan 1780 och 1803.  

## Biografi
Henriette Herz föddes i en judisk familj. Hon var dotter till läkaren Benjamin de Lemos (1711–1789), föreståndare för det judiska sjukhuset i Berlin, och Esther de Charleville (1742–1817). Hennes fars förfäder hade flytt undan inkvisitionen i Portugal. Hon fick en god utbildning och talade flera språk. 
Henriette Herz gifte sig vid 14 års ålder 1778 med läkaren Marcus Herz, som arrangerade lektioner och debatter om vetenskapliga och filosofiska frågor i sitt hem. Hennes eget intresse låg kring litteratur, och hon samlade därför en liknande diskussionscirkel om litteratur omkring sig, en cirkel som utvecklades till en salong. Hon var även författare, men hennes författarskap anses obetydligt i jämförelse med hennes salongsverksamhet där hon betraktas som en pionjär. 
Efter makens död 1803 drog hon sig tillbaka från sällskapslivet och stängde sin salong. Från 1813 gjorde hon sig känd för sitt välgörenhetsarbete i undervisningen av fattiga barn. Henriette Herz konverterade 1817 till den protestantiska tron.